# ROX Desktop
ROX Desktop is een grafische gebruikersomgeving voor het X Window System. De laatste versie, versie 2.11, werd uitgebracht op 9 oktober 2011 onder de voorwaarden van de GPL.

## Belangrijkste software
- ROX-Filer: de bestandsbeheerder, de kern van de ROX-desktop
- OroboROX: een lichtgewicht vensterbeheerder voor ROX
- Archive: in- en uitpakken van archiefbestanden (ondersteunde formaten zijn onder andere zip, tar, gz en bz)
- ROX-Session: een simpele sessiemanager voor de ROX Desktop
- ROX-Lib: bevat gedeelde code gebruikt door andere ROX-applicaties
- Edit: een simpele tekstverwerker
- ROX-All: een enkel archief dat de opstartprogramma's bevat voor de meeste ROX-applicaties
- AddApp: maak een ROX-launcher voor een programma